# みなみ鈴香
みなみ 鈴香（みなみ すずか、1969年4月18日 - ）は、日本の元女子プロレスラー。本名は鈴木 美香（すずき みか）。
レスラー引退後に結婚、目黒区武蔵小山で焼肉店を夫婦で経営していたが、2016年年明けに閉店して地元へ戻ったと、みなみと現在も親交がある先輩・ダンプ松本がファンサイト内で語っている。
テーマカラー（紙テープの色）は黄色。

## 来歴
1985年
- 7月12日、全日本女子プロレス長野市民体育館大会において、仲前芽久美&西脇充子&坂本あけみ組の6人タッグ戦でデビュー。デビュー戦のパートナーは、宇野久子（現：北斗晶）と石黒泰子。

1988年
- 宇野とのコンビでタッグリーグ・ザ・ベストに優勝。これを機にタッグチーム「海狼組（マリンウルフ）」を結成。その結成時に宇野が「北斗晶」へとリングネームを変更したのに合わせて、自身もリングネームを、みなみ鈴香に変更した。

1991年
- 3月17日、後楽園ホールのWWWAオールパシフィック選手権試合で、豊田真奈美（王者）を破りタイトル奪回。豊田は同年1月11日に行われた同選手権で、海狼組のパートナーであった北斗と対戦。右肘を痛めギプスをつけた片手一本の状態で強行出場した北斗の腕を執拗に責めつけてレフェリーストップで破った。その試合の直後、セコンドについていたみなみは、珍しく激しいマイク・アピールをして臨んだ一戦であった。

1992年
- タッグリーグ・ザ・ベストでは、堀田祐美子と組んで出場。当時WWWA世界タッグ選手権保持者の豊田真奈美&山田敏代組をリーグ戦で破っている。
- 11月2日 博多スターレーンで、堀田と組み、タッグリーグ・ザ・ベスト公式戦では怪我もあって不覚を取ったバット吉永&渡辺智子組と対戦。13分9秒、ジャーマン・スープレックスで渡辺智子に勝利。
- 11月26日 川崎市体育館でのタッグリーグ・ザ・ベスト公式戦では、井上貴子&テリー・パワー組と対戦。16分17秒、みなみのダイビング・セントーンから堀田が井上をタイガー・ドライバー、さらにカリビアン・スプラッシュで沈めた。

1993年
- タッグリーグ・ザ・ベスト'93では、ブル中野と組んで出場。
- 対抗戦では、北斗と共に主にLLPWを相手にした試合に出場することが多かった。
- 4月2日 横浜アリーナの「夢のオールスター第1戦」で、三田英津子と組んで、LLPWの風間ルミ&半田美希と対戦。風間は対抗戦初登場となった。身長173cmのみなみ、174cmの三田という、当時の女子プロレス界では最も身長の高い部類に属するタッグとなった。試合は22分25秒の大熱戦となったが、最後は風間がカウンター気味のジャーマン・スープレックスで三田を破った。
- 4月11日 大阪府立体育会館の「夢のオールスター第2戦」で、LLPWのハーレー斉藤とシングル・マッチ。一進一退の好試合となったが、最後はみなみがパワーボム2連発から、トップロープからのダイビング・セントーンでフォール勝ち。ビデオ解説の斎藤文彦、ゲスト解説の井上京子も絶賛する好勝負となった。
- 9月29日 愛知県体育館での「名古屋超旋風」で、LLPWの穂積詩子とシングル・マッチ。サザン・スープレックスで8分57秒フォール勝ち。みなみには珍しく、勝利のコールでレフェリーに上げられた手を強く振り払うようにして早々にリングを降りていったが、試合後のインタビューでは落ち着いて対応した。
- 10月9日 東京ベイNKホールの「レッスル・マリンピアード'93」では、堀田祐美子とのタッグで全女初登場となるレジー・ベネットと組んだブル中野組と対戦。ブル&レジー組がパワーで圧倒。レジーにリフトアップされ、最後はダイビング・ギロチンドロップからのレジー・ラックで10分50秒、ギブアップ負けを喫した。

1994年
- 3月3日 後楽園ホールで伊藤薫と組み、三田英津子&下田美馬のラス・カチョーラス・オリエンタレス（猛武闘賊）とタッグマッチ。途中で肩を痛めたものの、試合は伊藤のトップロープから場外、そして場内でのダイビング・フットスタンプ連発を受けて、18分46秒、完璧なダイビング・セントーンで三田をピン・フォール。
- 3月27日 横浜アリーナで白鳥智香子と組み、FMWの工藤めぐみ・ナース中村組と対戦。白鳥が変形のスリーパー・ホールドで工藤に15分30秒ギブアップ負けを喫した。
- 4月9日 宮城県スポーツセンターで渡辺智子と組み、井上貴子&伊藤薫組と対戦。LLPWとの対抗戦がメインの興行での全女対決となったが、即席タッグ同士とはいえ安定した連携と試合運びを見せた。最後は、17分22秒、貴子を高角度パワーボムの2連発でフォールし勝利。
- 5月2日 後楽園ホールでは渡辺智子と組み、ブル中野&前川久美子組と対戦。14分16秒、ブルのパワーボムからのダイビング・ギロチンドロップで敗れる。
- 10月9日 川崎市体育館でチャパリータASARIと組み、渡辺智子&渡辺美佐恵（元気美佐恵）組と対戦。渡辺をパワーボムで12分36秒フォール。
- タッグリーグ・ザ・ベスト94では、伊藤薫と組んで出場。

1995年
- 3月26日、横浜アリーナで渡辺智子と組んで三田英津子&下田美馬組のUWA世界女子タッグ選手権に挑戦。善戦するも自らが三田のデスバレーボムに沈み、引退を表明。観客へ直接マイク・アピールするのではなく、勝利した三田&下田組の表彰式が終了した直後、表彰式のためにリングインしていた植田信治コミッショナーに意思を伝え、それをコミッショナーが会場にアナウンスする、という唐突かつ控え目な発表であった（植田コミッショナーは委員会預かりと表現）。
- 5月7日、後楽園ホール大会で引退。引退試合は同期の堀田祐美子と組んで、自身が後見役として北斗とともに育てた三田英津子&下田美馬組と対戦。三田にパワーボム、返す刀で下田にケプラドーラ・コン・ヒーロ、トペと見せ場を作り、最後はパワーボムから必殺のパワー・ドライバーで、12分43秒下田からフォールを奪う。
  - 公式の引退試合終了後、「ちょっと待った!もう1試合、お願いします!」とヌンチャクを持ったブル中野が登場、さらには北斗晶がサプライズ出場し、固く抱き合った。北斗は「今では知ってる人も少ないと思うけど、私たちはマリン・ウルフで一緒にやってきた。今日は、みなみのために戻ってきたぞ!」と叫んだ。そして、短時間ながら海狼組を再結成し、ブル中野&堀田祐美子組と3分間のエキシビション・マッチを行う。3分間を明らかに越えてしばらくしてゴングが鳴ったが、そのままさらに延長。最後は北斗とダブルでのノーザンライト・パワーボムで、みなみがブルをフォールする形で試合終了し花道となった。

## 得意技
みなみの技は、ドロップキックなどの基本技からパワーボム、ジャーマン・スープレックス、ダイビング・セントーンなどのフィニッシュ・ホールドに至るまで、的確かつ美しく精度が高かった。技の失敗が極めて少なく、地味ではあったが玄人好みするレスリングを貫き通した選手でもあった。また、受け身の達人でもあった。
パワーボム
みなみの代表的なフィニッシュ・ホールド。みなみの場合は、通常は相手の胴ではなく両脚のつけ根付近を抱え込んで投げる。タイガー・ドライバーのようにダブルアームの形で持ち上げ、腕を決めたまま真下に落とす技が変形パワーボムとして紹介されたことがある。対北斗戦で出したこの技でオールパシフィックのベルトを奪取した。
パワードライバー
滅多に出すことはなかったが、みなみの奥の手ともいえる必殺技。パワーボムをライガーボム風に開脚し、相手の体を引きつけて尻餅をつくように落とす場合、パワードライバーと呼ばれる場合もある。かなりのハイアングルから落とすため、受ける側のダメージは大きい。東京ドーム大会の対KAORU戦は圧巻であった。
風車式バックブリーカー
みなみの代名詞の一つといえる、序盤から中盤で主に見られた痛め技。相手を自らロープに飛ばすか、またはロープに飛んだ相手に対してカウンター気味に放つワンハンドに近いバックブリーカー（ビデオ解説では「ケプラドーラ・コン・ヒーロ」とも呼んでいた。）。絶妙なタイミングと美しいフォームで、序盤にファンを湧かせる得意技。なお、ダブルアーム・スープレックスの態勢から移行するパターンでも頻繁に使っていた。
サザン・スープレックス
後方から相手の両手首を掴み、その両腕を左右に開きながらジャーマン・スープレックスを決める技。「THE MOMOTAROH」に登場するクロスライダー・スープレックスにおける相手の体の回転がないもの。
サザン・スープレックスII
サザン・スープレックスの改良型。その両腕を左右に広げず折りたたんだ状態で投げる。
ダイビング・セントーン
メキシコ修行後に会得した技。パワーボムと並ぶみなみのフィニッシュ・ホールドで、トップロープから豪快に放たれる。1993年4月11日の夢のオールスター第2戦における対ハーレー斉藤戦でのそれは美しく、ゲスト解説を務めていた井上京子が絶賛していた。
ジャーマン・スープレックス
ダルマ式ジャーマン・スープレックス
相手の両腕ごと胴体を抱えこんで投げる。1990年代初期に多用した。1991年に豊田真奈美からオールパシフィック選手権を奪回した試合でのフィニッシュ・ホールド。
トップロープからのアバランシュ・ホールド
相手をニュートラル・コーナーにのせて、デッドリー・ドライブ的に体重をのせて叩きつける痛め技。身長が高いため威力は抜群であった。
トペ・スイシーダ
飛び技を多用するわけではないが、時折見せる場外へのトペは飛距離、破壊力ともに十分であった。
ミサイルキック
全女のポピュラーな技であるが、まさに模範的な美しいフォームで決めていた。海狼組としてはコーナーから北斗と同時に決めるのが定番であった。

## タイトル歴
- WWWA世界タッグ王座
- オールパシフィック王座
- 全日本ジュニア王座

## 入場テーマ曲
- What's New, Mr. Jolly Joker?（堀井勝美プロジェクト）
- Moment of Passion（「完全版全日本女子プロレステーマ曲集」に収録）